# Бопутатсвана
Бопутатсвана — один из бантустанов Южно-Африканской Республики времён апартеида. Государство было основано в 1977 году. Международным сообществом, кроме некоторых бантустанов, таких как Сискей и Венда, признано не было.
Возникло в результате проведения политики апартеида в Южно-Африканской Республике. По этническому составу бантустан был мононационален, в нем жили представители народности тсвана. Несмотря на это, официальными языками государства, помимо тсвана, являлись также английский и африкаанс.

## География и экономика
Состоял из семи анклавов. Фактически являлся самым богатым из всех бантустанов в силу большого количества полезных ископаемых. В частности, огромную прибыль приносил экспорт платины. Также добывались ванадий, хром, асбест, гранит. Пахотные земли занимали лишь около 10 % всей площади государства.
Бантустан также зарабатывал на игорном бизнесе. Так как на территории собственно ЮАР игорный бизнес и проституция были запрещены, люди ездили развлекаться в Сан-Сити, открытый в 1977 году местный аналог Лас-Вегаса. В городе выступали такие известные исполнители, как Beach Boys, Queen, Black Sabbath, Фрэнк Синатра, Элтон Джон, Сара Брайтман, Клифф Ричард, Лео Сейер, Хулио Иглесиас, Лайза Миннелли, Род Стюарт и другие. При этом многие артисты отказывались играть концерты, Том Джонс, например, говорил так: «Пока в этой стране угнетают чёрное население, пока существуют бантустаны, напоминающие больше концлагеря, я не пересеку границу ЮАР».

## Ликвидация
В 1994 году, когда Нельсон Мандела и Фредерик де Клерк договорились об отмене политики апартеида, президент Бопутатсваны Лукас Мангопе отказался присоединять бантустан к ЮАР. Однако в нём начались волнения, в результате борьбы различных группировок стали погибать граждане, и бопутатсванская армия, выйдя из подчинения президенту, вынудила его покинуть бантустан. Сформированное вскоре временное правительство согласилось на возвращение в состав ЮАР.